# Рейнольдс, Марджори
Ма́рджори Ре́йнольдс (англ. Marjorie Reynolds), в девичестве — Гу́дспид (англ. Goodspeed; 12 августа 1917, Бул, Айдахо — 1 февраля 1997, Манхаттан-Бич, Калифорния) — американская актриса

 и танцовщица

.

## Биография
Дочь доктора и его жены, Рейнольдс родилась под именем Марджори Гудспид в Буле, штат Айдахо. Она играла в кино как под фамилией Гудспид, так и под фамилией Мур. Когда ей было 3 года, её семья переехала в Лос-Анджелес, штат Калифорния. Она начала брать уроки танцев в возрасте 4-х лет. Она училась в средней школе Лос-Анджелеса.
Начиная с 6 лет, Рейнольдс была признанной детской актрисой, играя в таких немых фильмах, как «Скарамуш» (1923). Её первая «говорящая» роль состоялась в фильме «Убийство в деревне Гринвич» (1937). Она появилась в эпизодах в многочисленных фильмах, в том числе «Унесённые ветром» (1939). У Рейнольдс есть звезда в телевизионном разделе Голливудской аллеи славы, на 1525-й улице Вайн, которую она получила 8 февраля 1960 года.
В 1936—1952 годы Марджори была замужем за кастинг-директором Джеком Рейнольдсом (1909—1990), от которого родила свою единственную дочь — Линду Рейнольдс (род. 19.11.1946). Линда начинала свою карьеру как актриса, но позже стала кастинг-директором, как отец. Через год после развода с Рейнольдсом, 18 мая 1953 года, актриса вышла замуж за киномонтажёра и актёра Джона Уитни. 4 мая 1985 года, ровно за две недели до их 32-й годовщины свадьбы, Уитни скончался после продолжительной болезни в возрасте 67-ми лет.
1 февраля 1997 года Рейнольдс, страдавшая от застойной сердечной недостаточности, потеряла сознание и умерла на Манхэттен-Бич, штат Калифорния, во время прогулки со своей собакой. Ей было 79 лет.

## Избранная фильмография
| Год  |   | Русское название              | Оригинальное название   | Роль                      |
| ---- | - | ----------------------------- | ----------------------- | ------------------------- |
| 1938 | ф | Бродвейская мелодия 1938 года | Broadway Melody of 1938 | Девушка в хоре            |
| 1939 | ф | Унесённые ветром              | Gone with the Wind      | Гостья в Двенадцати Дубах |
| 1944 | ф | Министерство страха           | Ministry of Fear        | Карла Хилфе               |
| 1951 | ф | Женщина его мечты             | His Kind of Woman       | Хелен Кардиган            |